# Milton Campbell
Milton Campbell (15 mei 1976) is een voormalige Amerikaanse atleet, die gespecialiseerd was in de 400 m. Zijn grootste successen behaalde hij in teamverband op de 4 x 400 m estafette. In deze discipline werd hij driemaal wereldindoorkampioen en had hij van 1999 tot in 2014 het wereldindoorrecord mede in handen. Individueel won hij tweemaal goud op de 400 m bij de Amerikaanse indoorkampioenschappen.

## Loopbaan
Milton Campbell kreeg nationale bekendheid, toen hij in 1994 vierde werd op de Amerikaanse juniorenkampioenschappen in 46,09 s. Hij studeerde op de Union City Highschool (1992) en hierna op het North Carolina College (1998). Tijdens deze laatste opleiding won hij drie van de vier keer de Atlantic Coast Conference titel.
Internationaal brak Campbell door in 1999, toen hij op de wereldindoorkampioenschappen in het Japanse Maebashi een wereldrecord liep van 3.02,83 op de 4 x 400 m estafette met zijn teamgenoten Andre Morris, Dameon Johnson en Deon Minor. Tijdens deze recordrace werd voor Milton Campbell een individuele tussentijd geklokt van 44,75! Op de 400 m individueel behaalde hij een tweede plaats door met een tijd van 45,99 achter de Brit Jamie Baulch (goud; 45,73) en voor de Mexicaan Alejandro Cárdenas (brons; 46,02) te finishen.
In 2000 slaagde Campbell er niet in zich te plaatsen voor de Olympische Spelen van Sydney. Hij sneuvelde in de voorrondes bij de olympische selectiewedstrijden. Op de WK indoor van 2001 in Sevilla evenaarde hij zijn prestatie op de 400 m van twee jaar eerder. Ditmaal werd hij met zijn tijd van 46,45 verslagen door de Brit Daniel Caines (goud; 46,40), maar eindigde hij voor de Jamaicaan Danny McFarlane (brons; 46,74). Op de 4 x 400 m estafette daarentegen wisten de Amerikanen het succes van Maebashi niet te evenaren, of zelfs te benaderen. Het viertal werd gediskwalificeerd.

## Titels
- Wereldindoorkampioen 4 x 400 m - 1999, 2003, 2006
- Amerikaans indoorkampioen 400 m - 2004, 2006

## Persoonlijke records
Outdoor
| Onderdeel | Prestatie | Datum            | Plaats       |
| --------- | --------- | ---------------- | ------------ |
| 200 m     | 20,47 s   | 1 juni 2002      | Atlanta      |
| 300 m     | 32,82 s   | 4 juli 2001      | Loughborough |
| 400 m     | 44,67 s   | 13 juli 1997     | Stuttgart    |
| 600 m     | 1.15,83   | 1 september 1999 | Bellinzona   |
| 800 m     | 1.50,96   | 15 mei 2004      | Atlanta      |

Indoor
| Onderdeel | Prestatie | Datum            | Plaats     |
| --------- | --------- | ---------------- | ---------- |
| 200 m     | 20,42 s   | 18 februari 2006 | Blacksburg |
| 400 m     | 45,60 s   | 27 februari 1999 | Atlanta    |

## Palmares

### 400 m
- 1999:  WK indoor - 46,45 s
- 2001:  WK indoor - 45,99 s
- 2004: 5e WK indoor - 46,74 s
- 2006: 5e WK indoor - 46,15 s

### 4 x 400 m
- 1999:  WK indoor - 3.02,83 (WR)
- 2001: DSQ WK indoor
- 2003:  WK indoor - 3.04,09
- 2004: DSQ WK indoor
- 2006:  WK indoor - 3.03,24